# Sally O'Neil
Sally O'Neil, nata Virginia Louise Noonan, (Bayonne, 23 ottobre 1908 – Galesburg, 18 giugno 1968), è stata un'attrice statunitense.

## Biografia
Figlia di un giudice del New Jersey, Virginia Louise Noonan aveva altri dieci fratelli. Anche una delle sue sorelle, Molly O'Day, diventò attrice.
Educata in convento, Sally cominciò a calcare le tavole di un palcoscenico lavorando nel vaudeville con il soprannome di "Chotsie Noonan". Alta 1,57, dai corti riccioli bruni, venne scelta insieme a Joan Crawford e a Constance Bennett dalla MGM quale interprete di Sally, Irene and Mary di Edmund Goulding, film che le diede una fuggevole fama. Vinse il WAMPAS Baby Stars del 1926, l'anno in cui il riconoscimento venne assegnato anche a Joan Crawford.
Girò film con Buster Keaton e Stan Laurel. Perfino con il grande D. W. Griffith, ma quando ormai Griffith non riusciva più a incontrare i gusti del pubblico.
Negli anni trenta, la carriera cinematografica di Sally cominciò a declinare. Tornò a lavorare a teatro, girando gli Stati Uniti con le compagnie teatrali in tournée fino al 1950. Morì nel 1968 di polmonite nell'Illinois all'età di 59 anni.

## Riconoscimenti
- WAMPAS Baby Stars 1926

## Filmografia

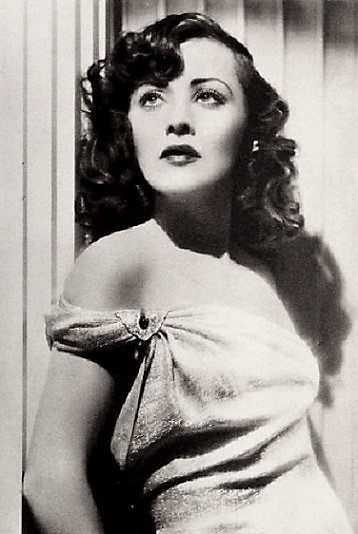
Sally O'Neil nel 1938

- Yes, Yes, Nanette, regia di Clarence Hennecke, Stan Laurel – come Sue O'Neill (1925)
- The Uneasy Three, regia di Leo McCarey - non accreditato (1925)
- Don't, regia di Alfred J. Goulding (1925)
- Le tre grazie (Sally, Irene and Mary), regia di Edmund Goulding (1925)
- Mike, regia di Marshall Neilan - come Sally O'Neill (1925)
- The Auction Block, regia di Hobart Henley (1926)
- Your Husband's Past, regia di Fred Guiol - come Sue O'Neill (1926)
- Wandering Papas, regia di Stan Laurel - come Sue O'Neill (1926)
- Dizzy Daddies, regia di Richard Wallace - come Sue O'Neill (1926)
- Fight Night, regia di Jefferson Moffitt, Gilbert Pratt (1926)
- Don Key (Son of Burro), regia di Fred Guiol, James W. Horne, J.A. Howe - come Sue O'Neill (1926)
- Se perdo la pazienza... (Battling Butler), regia di Buster Keaton (1926)
- Slide, Kelly, Slide, regia di Edward Sedgwick (1927)
- Frisco Sally Levy, regia di William Beaudine (1927)
- The Callahans and the Murphys, regia di George W. Hill (1927)
- Becky, regia di John P. McCarthy (1927)

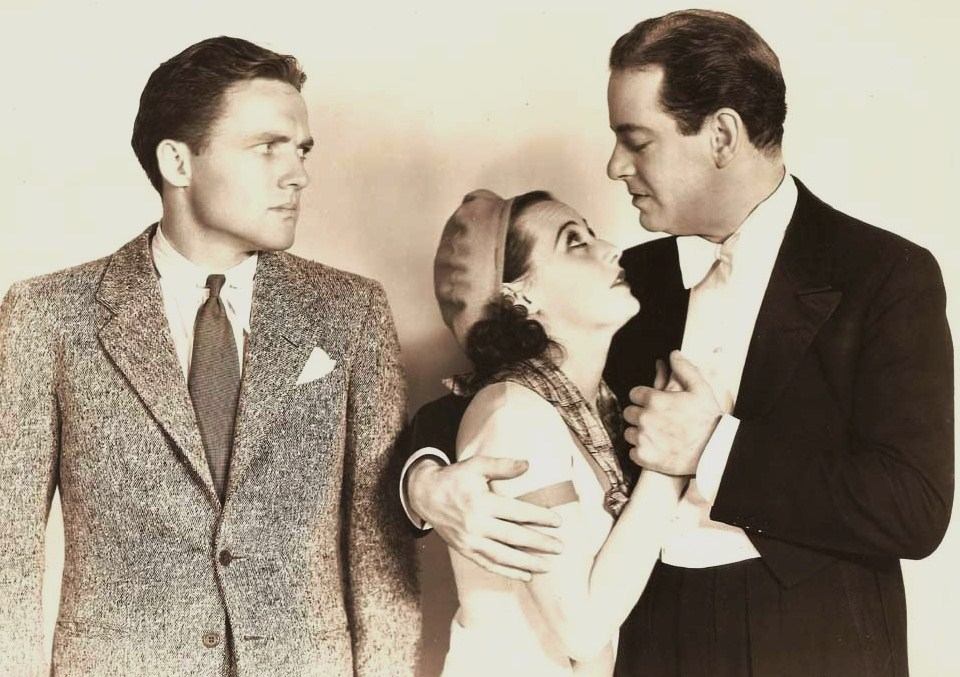
Con Frank Albertson e Alan Dinehart in La trovatella

- The Lovelorn, regia di John P. McCarthy (1927)
- Mad Hour, regia di Joseph C. Boyle (con il nome Sally O'Neill (1928)
- Bachelor's Paradise, regia di George Archainbaud (1928)

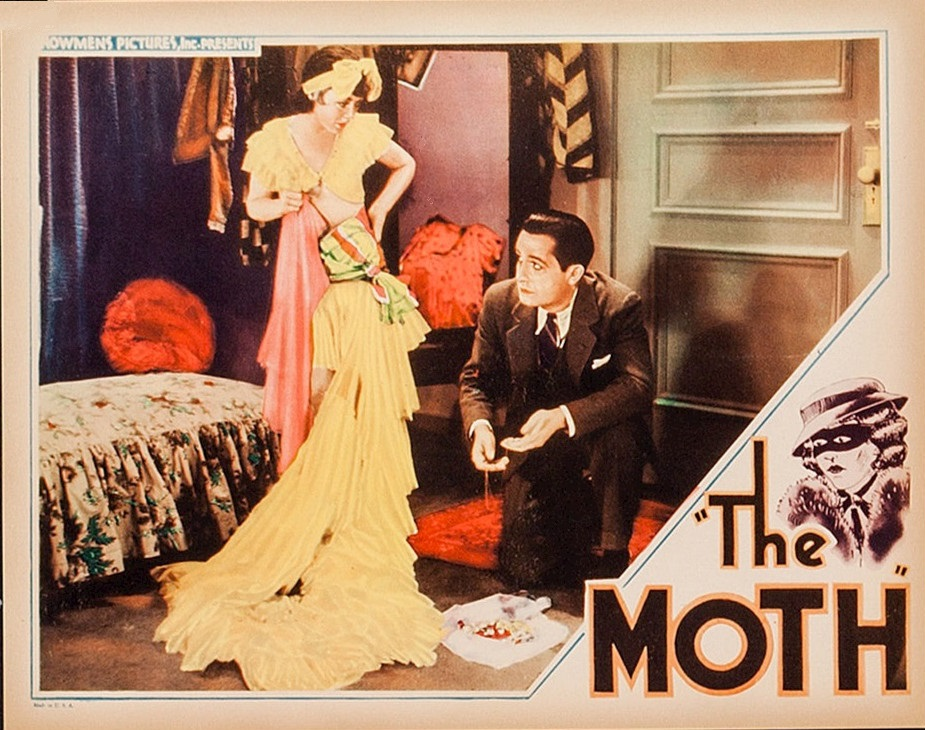
Sally O'Neil e Paul Page nel film The Moth

- La battaglia dei sessi (The Battle of the Sexes), regia di D.W. Griffith (1928)
- The Floating College, regia di George Crone (1928)
- Broadway Fever, regia di Edward F. Cline (1929)
- Hardboiled, regia di Ralph Ince - (con il nome Sally O'Neill) (1929)
- Girl on the Barge, regia di Edward Sloman (1929)
- On with the Show!, regia di Alan Crosland (con il nome Sally O'Neill) (1929)
- The Sophomore, regia di Leo McCarey (1929)
- Jazz Heaven, regia di Melville W. Brown (1929)
- Scandalo di Broadway (Broadway Scandals), regia di George Archainbaud (1929)
- Rivista delle nazioni (The Show of Shows), regia di John G. Adolfi (1929)
- Girl of the Port, regia di Bert Glennon (1930)
- Hold Everything, regia di Roy Del Ruth (1930)
- Sisters, regia di James Flood (1930)
- Kathleen Mavourneen, regia di Albert Ray (1930)
- Salvation Nell, regia di James Cruze (1931)
- Murder by the Clock, regia di Edward Sloman (1931)
- La trovatella (The Brat), regia di John Ford (1931)
- By Appointment Only, regia di Frank R. Strayer (1933)
- Ladies Must Love, regia di Ewald André Dupont (1933)
- Pescatori di spugne (Sixteen Fathoms Deep), regia di Armand Schaefer (1934)
- The Moth, regia di Fred C. Newmeyer (1934)
- Beggar's Holiday, regia di Sam Newfield (1934)
- Convention Girl, regia di Luther Reed (1935)
- Too Tough to Kill, regia di D. Ross Lederman (1935)
- Kathleen Mavourneen, regia di Norman Lee (1938)